# Řád Mono
Řád Mono (francouzsky: Ordre du Mono) je nejvyšší státní vyznamenání Tožské republiky. Založen byl roku 1961 a udílen je občanům Toga i cizincům za služby státu. Hlavou řádu je úřadující prezident republiky.

## Historie a pravidla udílení
Řád byl založen zákonem č. 61-35 ze dne 2. září 1961. Iniciátorem založení řádu byl prezident Toga Sylvanus Olympio. Pojmenován byl po hlavním toku Toga, po řece Mono. Udílen je občanům Toga i cizím státním příslušníkům, a to jak civilistům, tak příslušníkům ozbrojených sil. Udílen je za službu tožskému národu přesahující dobu 15 let. Počet žijících členů jednotlivých tříd je omezen. Do tohoto počtu se však počítají pouze občané Toga, zahraniční držitelé vyznamenání jsou pouze čestnými držiteli.

## Insignie
Odznakem řádu je bíle smaltovaná pěticípá hvězda. Mezi cípy bílé hvězdy jsou umístěny cípy zlaté menší hvězdy. Uprostřed hvězdy je zlatý kulatý medailon s okrajem lemovaným zeleným smaltem. V medailonu je státní znak Toga. V zeleném pruhu je zlatý nápis REPUBLIQUE • TOGOLAISE. Na zadní straně je v medailonu nápis na třech řádcích s mottem řádu TRAVAIL • LIBERE • PATRIE. Ke stuze je odznak připojen pomocí jednoduchého kroužku.
Řádová hvězda má téměř kulatý tvar tvořený 36 paprsky. Uprostřed je položen řádový odznak. V případě třídy velkokříže je základní hvězda zlatá, v případě třídy velkodůstojníka pak stříbrná.
Stuha je červená se zelenými a žlutým pruhem na obou stranách.

## Třídy
Řád je udílen v pěti třídách:
- velkokříž – Řádový odznak se nosí na široké stuze spadající z ramene na protilehlý bok. Řádová hvězda se nosí nalevo na hrudi. Počet žijících držitelů této třídy je omezen na 10.
- velkodůstojník – Řádový odznak se nosí na stuze s rozetou. Řádová hvězda se nosí napravo na hrudi. Počet žijících držitelů této třídy je omezen na 50.
- komtur – Řádový odznak se nosí na stuze kolem krku. Řádová hvězda této třídě již nenáleží. Počet žijících držitelů této třídy je omezen na 100.
- důstojník – Řádový odznak se nosí na stuze s rozetkou nalevo na hrudi. Počet žijících držitelů této třídy je omezen na 500.
- rytíř – Řádový odznak se nosí na stuze bez rozetky nalevo na hrudi. Počet žijících držitelů této třídy je omezen na 1000.

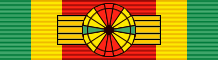
velkokříž
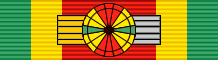
velkodůstojník
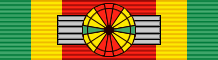
komtur
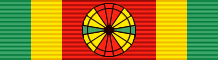
důstojník
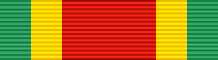
rytíř